# 社交恐懼症 (電影)
《社交恐惧症》（韓語：소셜포비아）是由洪锡宰执导，卞耀汉、李柱昇主演的独立电影，于2015年3月12日在韩国上映。该片讲述了准备警察考试的智勇和勇民因一场网络直播而卷入了一个女孩的自杀事件，两人开始追查事件背后真相的故事。